# Odell Beckham Jr.
Odell Beckham Jr. (New Orleans, 5 novembre 1992) è un giocatore di football americano statunitense che milita nel ruolo di wide receiver per i Miami Dolphins della National Football League (NFL). Fu scelto come dodicesimo assoluto nel Draft NFL 2014 dai New York Giants. Al college ha giocato a football a LSU.

## Carriera universitaria
Nella sua stagione da freshman nel 2011, Beckham partì come titolare in 9 gare su 14, facendo registrare 41 ricezioni per 475 yard e 2 touchdown, venendo inserito nella formazione ideale dei giocatori al primo anno della Southeastern Conference. Nella sua seconda stagione partì come titolare in 12 gare su 13, guidando la squadra con 713 yard ricevute e piazzandosi al secondo posto con 43 ricezioni. Nel 2013, assieme a Jarvis Landry formò una delle migliori coppie di ricevitori nel college football. In una partita di quell'anno contro UAB, Beckham ritornò un tentativo fallito di field goal per un record di 109 yard in touchdown (questo primato fu pareggiato da Chris Davis di Auburn nello stesso anno). Venne inserito nella prima formazione ideale della SEC come wide receiver e nella seconda in qualità di punt returner. Fu inoltre premiato col Paul Hornung Award, terminando con 1.117 yard ricevute e 8 touchdown. A fine anno decise di rendersi eleggibile per il Draft NFL 2014 saltando l'ultimo anno di college.

## Carriera professionistica

### New York Giants

#### Stagione 2014
Beckham era considerato dagli analisti uno dei migliori wide receiver e una scelta della metà del primo giro del Draft 2014. L'8 maggio fu scelto come dodicesimo assoluto dai New York Giants. A causa di un infortunio perse tutto il primo mese di gioco, debuttando nella settimana 5 contro gli Atlanta Falcons e segnando subito un touchdown su passaggio da 15 yard di Eli Manning. Due settimane dopo segnò altri due touchdown, che però non furono sufficienti ad ottenere la vittoria sui Cowboys. Divenuto stabilmente titolare, dopo la settimana di pausa, nel Monday Night Football del nono turno contro i Colts, Beckham stabilì gli allora primati personali con 8 ricezioni per 156 yard. Nella settimana 12 contro i Cowboys, Beckham mise a segno uno delle ricezioni più spettacolari dell'anno, agguantando con una sola mano un lungo passaggio di Manning in estensione. La sua gara terminò con 10 ricezioni per 146 yard e 2 touchdown, venendo premiato come miglior rookie della settimana e a fine mese come miglior rookie offensivo di novembre.

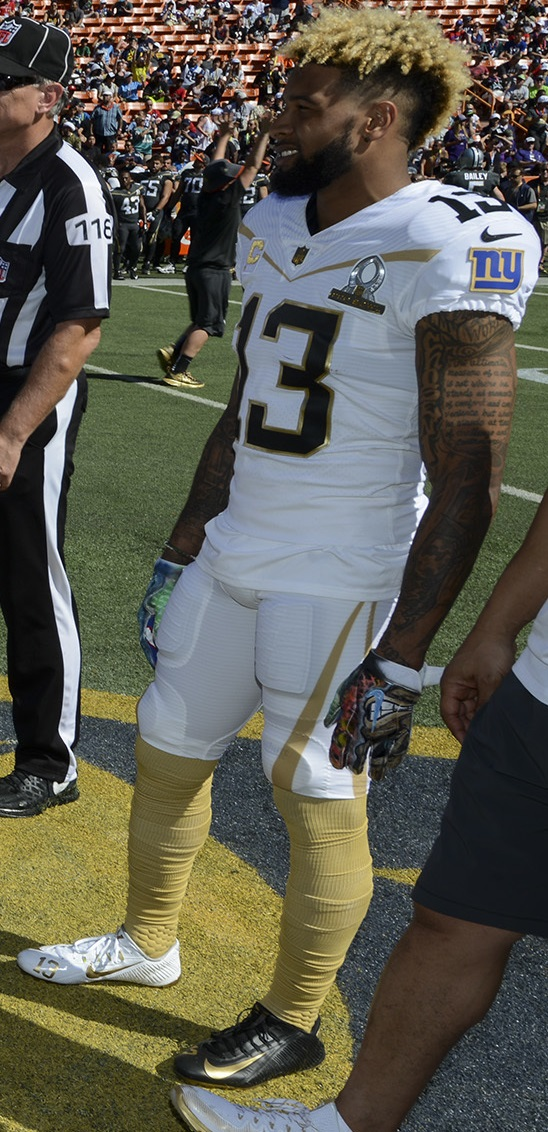
Beckham prima del Pro Bowl 2016

Nel quattordicesimo turno, Beckham stabilì un nuovo record di franchigia per un rookie con la quarta gara stagionale da oltre cento yard contro i Titans. La sua prestazione terminò con 11 ricezioni per 130 e un touchdown, contribuendo ad interrompere una striscia di sette sconfitte consecutive dei Giants. La seconda vittoria consecutiva giunse contro i Redskins in cui segnò altri tre touchdown e con 143 yard ricevute superò il record di franchigia di Jeremy Shockey per yard guadagnate su ricezione in una stagione da rookie. Questa prova gli valse per la seconda volta il premio di miglior rookie della settimana. Sette giorni dopo continuò a stupire ricevendo altri 8 passaggi per 148 yard e 2 marcatura contro la difesa dei Rams che non aveva concesso alcun touchdown nelle ultime tre partite. Per il secondo turno consecutivo fu premiato come miglior rookie della settimana. Nell'ultima partita ricevette un record di franchigia per un rookie di 185 yard e con il suo dodicesimo touchdown stabilì un nuovo record NFL per il maggior numero di marcature nelle prime dodici gare della carriera. Un altro primato assoluto lo pareggiò con la nona gara consecutiva con almeno novanta yard ricevute, raggiungendo Michael Irvin dei Cowboys nel 1995. Per la terza volta consecutiva fu premiato come rookie della settimana e per la seconda consecutiva come rookie offensivo del mese in cui ricevette 606 yard, il massimo della storia per un debuttante in qualsiasi mese. La sua annata si chiuse con 91 ricezioni per 1.305 yard e 12 touchdown, venendo convocato per il Pro Bowl dopo la rinuncia dell'infortunato Calvin Johnson. Il 31 gennaio 2015 venne premiato come rookie offensivo dell'anno.

#### Stagione 2015
Dopo una prima gara stagionale in cui ricevette solamente 44 yard, Beckham si rifece sette giorni dopo guadagnandone 146, con il primo touchdown, contro i Falcons. Nell'ottavo turno segnò tre touchdown contro i Saints, oltre a 130 yard ricevute, ma New York fu sconfitta ai supplementari per 52-49. Due settimane dopo segnò quello che fu il nuovo touchdown più lungo della carriera con una ricezione da 87 yard nella sconfitta contro i Patriots. Nella settimana 12 Beckham segnò nuovamente uno dei touchdown più spettacolari della stagione con un'altra ricezione a una mano su un passaggio da 21 yard. La sua gara terminò con 142 yard ricevute che gli permisero di superare quota mille in stagione.

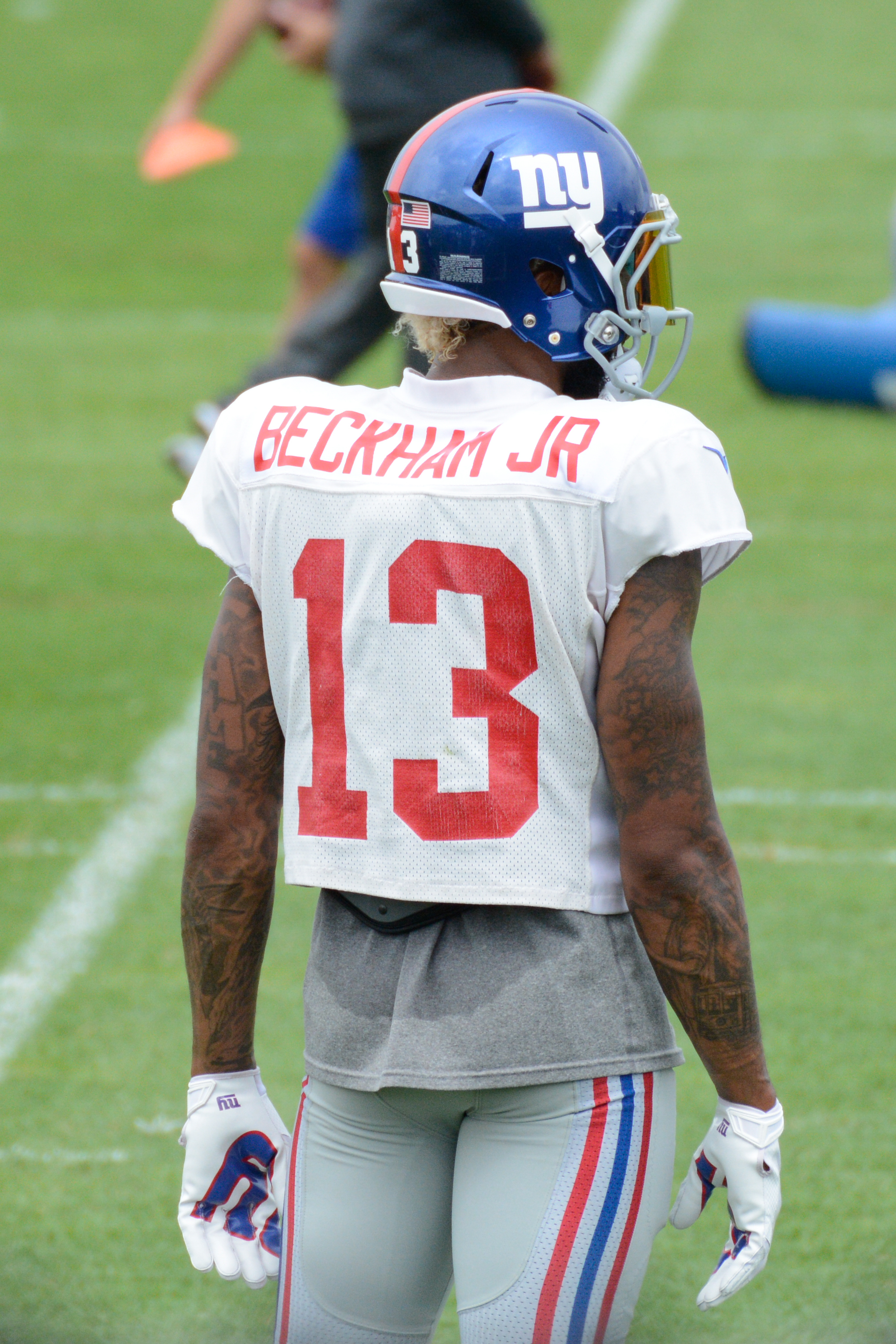
Beckham nel training camp 2016

Nel Monday Night Football della settimana 14 contro i Dolphins, Beckham segnò il decisivo touchdown su un passaggio da 84 yard di Manning nel quarto periodo. La sua gara terminò con 166 yard e 2 marcature. Con la sesta gara consecutiva oltre le cento yard ricevute stabilì un nuovo record di franchigia. Nel turno successivo, Beckham si scontrò fisicamente diverse volte col cornerback dei Panthers Josh Norman, ricevendo quattro penalità e rischiando l'espulsione. Il giorno successivo, la lega annunciò che sarebbe stato sospeso per un turno per il suo comportamento scorretto. La sua stagione si chiuse al quinto posto nella NFL in yard ricevute (1.450) e al quarto con 13 TD su ricezione, venendo convocato per il secondo Pro Bowl in carriera ed inserito nel Second-team All-Pro. Le sue 2.755 yard ricevute nelle prime due stagioni superarono il record NFL di Randy Moss.

#### Stagione 2016
Il 22 dicembre 2016, Beckham raggiunse le 4.000 yard ricevute in carriera, il giocatore più rapido della storia a tagliare tale traguardo assieme all'Hall of Famer Lance Alworth con 42 partite. A fine stagione fu convocato per il terzo Pro Bowl in carriera e inserito nel Second-team All-Pro dopo essere terminato al terzo posto della lega con 1.367 yard ricevute e al quinto con 10 touchdown su ricezione. Le sue 288 yard ricezioni nelle prime tre stagioni in carriera furono un record NFL, condiviso con l'amico Jarvis Landry dei Miami Dolphins. I Giants conclusero con un record di 11-5 al secondo posto della propria division, classificandosi per la prima volta ai playoff dal 2011. Nella sua prima gara in carriera nella post-season, Beckham non brillò, ricevendo solo 4 passaggi per 28 yard nella sconfitta contro Green Bay al Lambeau Field.

#### Stagione 2017

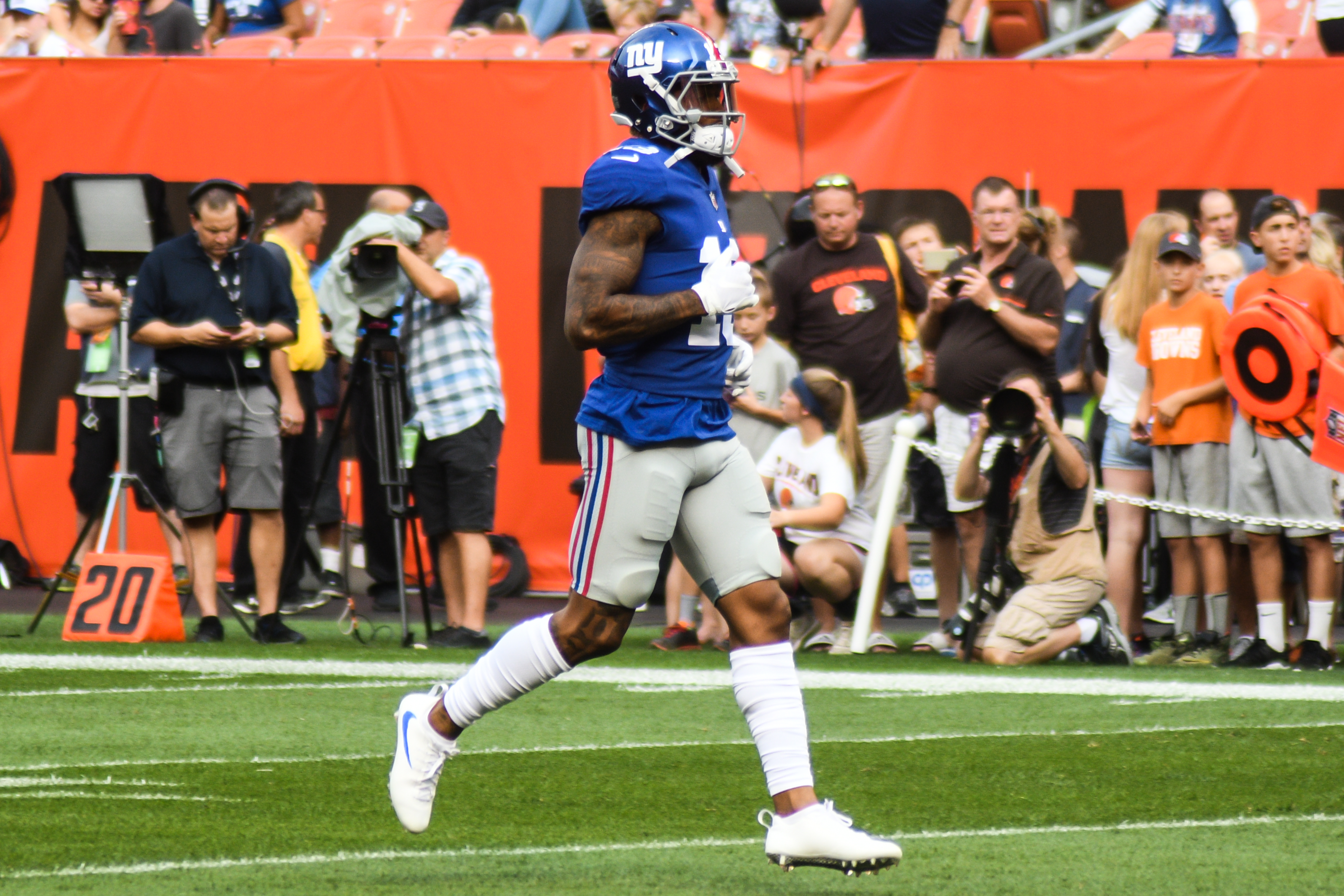
Beckham nella pre-stagione 2017

Dopo avere saltato la prima gara stagionale per infortunio, Beckham segnò i primi due touchdown nella sconfitta all'ultimo secondo del terzo turno contro gli Eagles, in una partita in cui divenne il più rapido giocatore della storia a raggiungere le 300 ricezioni in carriera (45 partite). Due settimane dopo la sua stagione si chiuse anzitempo a causa della frattura di una caviglia nella gara contro i Los Angeles Chargers.

#### Stagione 2018
Il 27 agosto 2018, Beckham firmò con i Giants un contratto quinquennale del valore di 95 milioni di dollari, inclusi 41 milioni garantiti, che lo rese il wide receiver più pagato della lega. Nel quinto turno segnò il primo touchdown su ricezione stagionale e nella stessa gara passò anche un TD da 57 yard per il running back Saquon Barkley nella sconfitta all'ultimo secondo contro i Carolina Panthers. Nel tredicesimo turno passò un altro touchdown da 49 yard per il compagno Russell Sheperd. La sua annata si chiuse con 77 ricezioni per 1.052 yard e 6 marcature, mentre per New York si trattò di un'altra stagione negativa in cui non raggiunse i playoff.

### Cleveland Browns

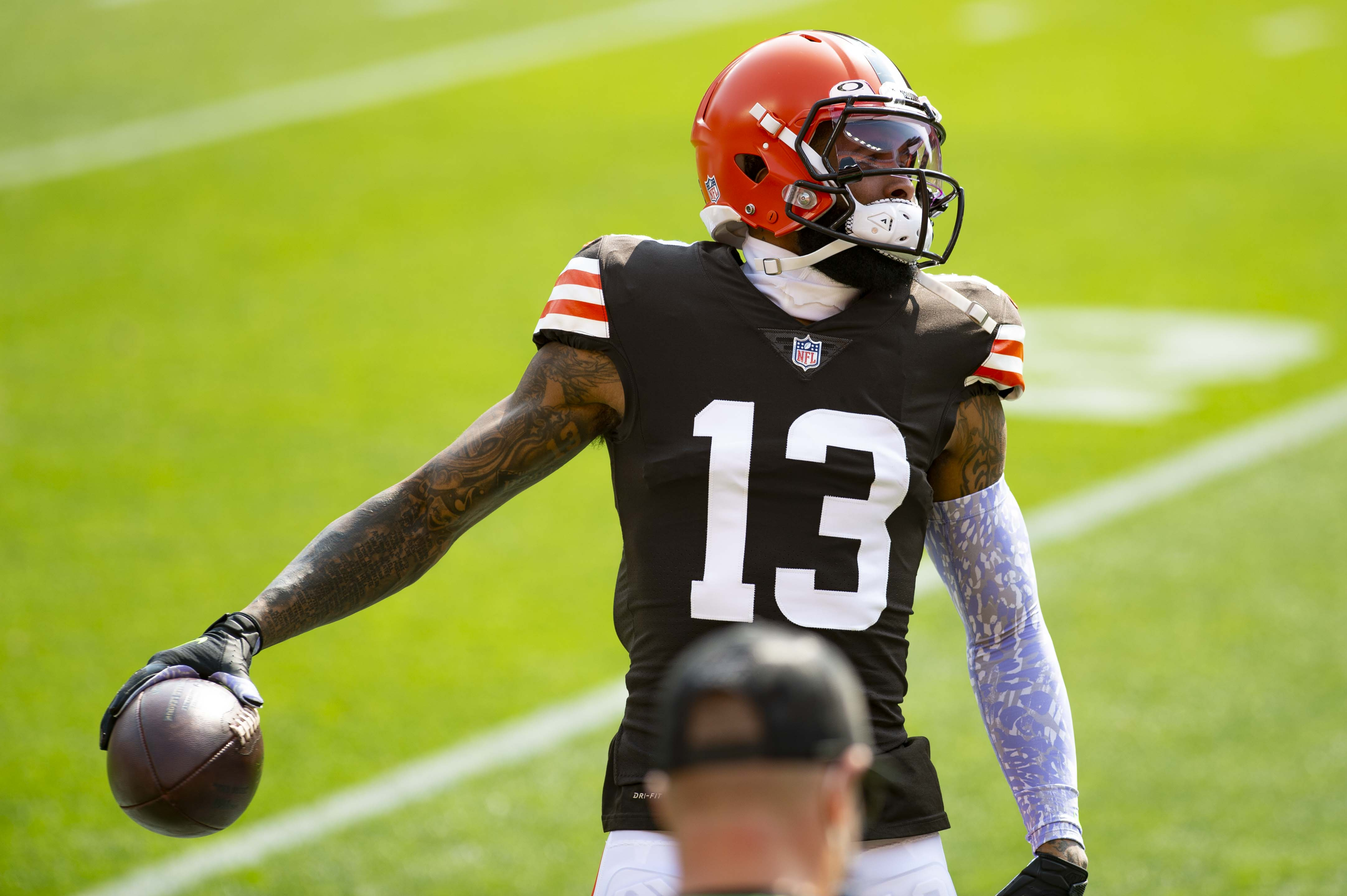
Beckham nel 2020

Il 13 marzo 2019, Beckham fu ceduto ai Cleveland Browns, assieme ad Olivier Vernon, in cambio di Jabrill Peppers, Kevin Zeitler e le scelte del primo e terzo giro del Draft NFL 2019. A Cleveland raggiunge Jarvis Landry, suo grande amico e compagno di stanza ai tempi del college.
Dopo un'inattesa sconfitta nel primo turno, Beckham ricevette 6 passaggi per 161 yard e un touchdown dal nuovo quarterback Baker Mayfield nella vittoria del Monday Night Football del secondo turno contro i Jets. Tornò a segnare nel dodicesimo turno, interrompendo una record personale negativo di otto partite senza andare a segno.
Dopo avere faticato nel primo turno della stagione 2020, quattro giorni dopo Beckham guidò la squadra con 74 yard ricevute e un touchdown nella vittoria nella gara del giovedì contro i Cincinnati Bengals. Nella settimana 4 disputò fino a quel momento la sua miglior partita con la maglia dei Browns quando segnò tre touchdown nella vittoria sui Cowboys. Nel settimo turno Beckham subì un infortunio durante un tentativo di placcaggio dopo un intercetto subito da Baker Mayfield. Il giorno successivo fu confermata la rottura del legamento crociato anteriore e la fine della stagione.

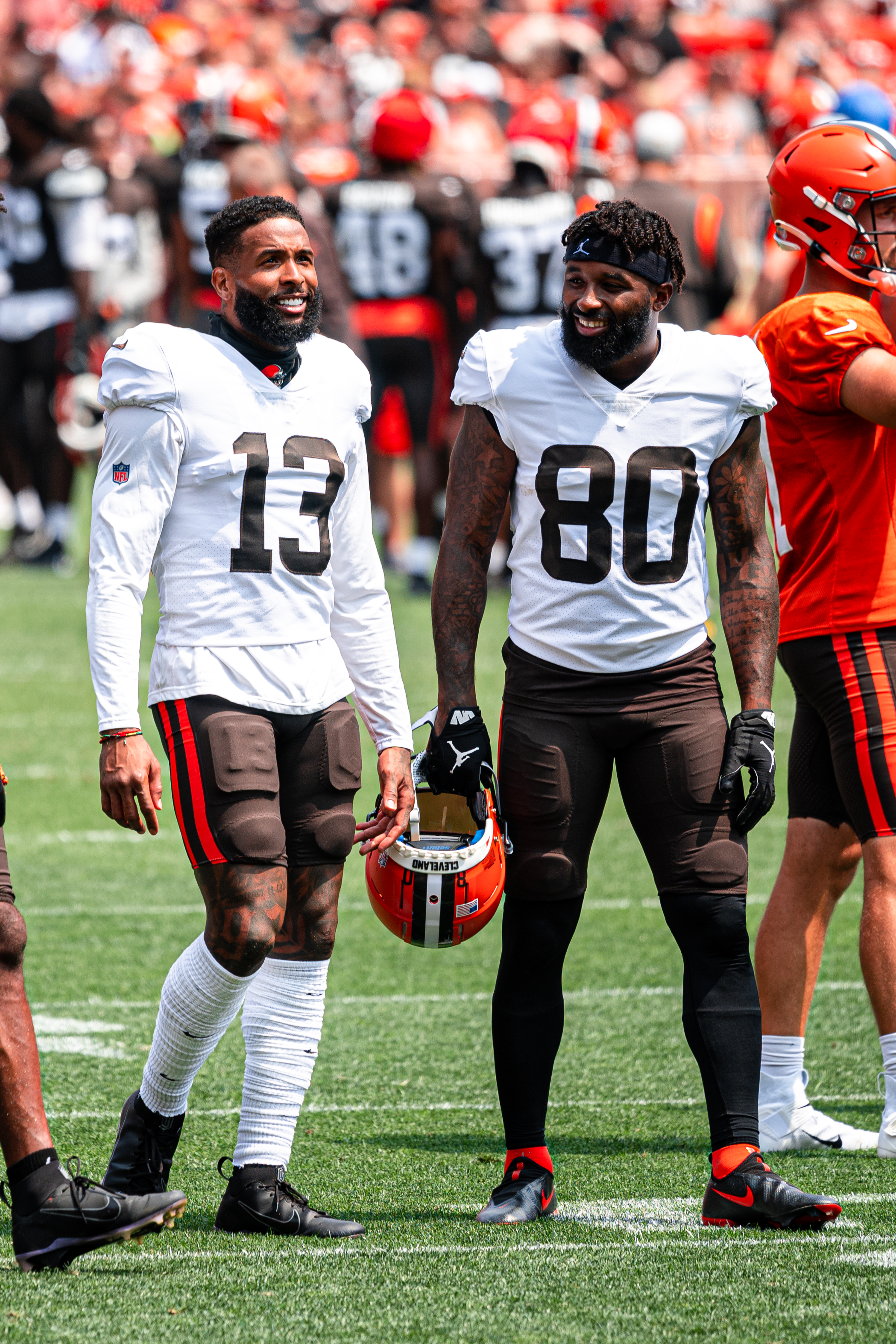
Odell e Jarvis Landry ai Cleveland Browns nel 2021

Beckham tornò in campo nella settimana 3 della stagione 2021 ricevendo 77 yard nella vittoria sui Chicago Bears. Fu svincolato dai Browns l'8 novembre 2021.

### Los Angeles Rams
Beckham firmò un contratto di un anno con i Los Angeles Rams l'11 novembre 2021. Nella seconda partita, contro i Green Bay Packers, giunse il suo primo touchdown con la nuova maglia.
Beckham segnò il suo primo touchdown in carriera in una partita di playoff il 17 gennaio 2022, nella partita del turno delle wild card contro gli Arizona Cardinals. Il 13 febbraio 2022 nel Super Bowl LVI vinto contro i Cincinnati Bengals 23-20 conquistò il suo primo titolo. Nella partita fece registrare 2 ricezioni per 52 yard e un touchdown prima di uscire per un grave infortunio al ginocchio.

### Baltimore Ravens
Dopo essere rimasto fuori dai campi di gioco per tutta la stagione 2022, Beckham il 9 aprile 2023 firmó un contratto annuale del valore di 18 milioni di dollari con i Baltimore Ravens. Nella vittoria dell'undicesimo turno sui Cincinnati Bengals ricevette un massimo stagionale di 116 yard dal quarterback Lamar Jackson. Con i Ravens già sicuri del primo posto nel tabellone dei playoff della AFC, Beckham fu tenuto a riposo nell'ultimo turno, chiudendo la sua stagione regolare con 35 ricezioni per 565 yard e 3 touchdown in 14 presenze, 6 delle quali come titolare.

### Miami Dolphins
Il 3 maggio 2024 Beckham firmó con i Miami Dolphins un contratto di un anno del valore di 8,25 milioni di dollari.

### Record NFL
- Maggior numero di gare consecutive con 90 o più yard ricevute: 9, 2014 (condiviso con Michael Irvin)
- Maggior numero di gare consecutive con 130 o più yard ricevute e uno o più touchdown: 4, (condiviso con Patrick Jeffers e Calvin Johnson [42]
- Maggior numero di gare con 10 o più ricezioni per un rookie: 4
- Maggior numero di gare con 10 o più ricezioni e 100 o più yard ricevute per un rookie: 3
- Maggior numero di gare con 10 o più ricezioni, 100 o più yard ricevute e almeno un touchdown per un rookie: 3
- Maggior numero di gare con 6 o più ricezioni e 90 o più yard ricevute in una stagione: 8[43]
- Maggior numero di gare con 125 o più yard ricevute per un rookie: 6 [44]
- Maggior numero di ricezioni nell'arco di sette partite per un rookie: 61 [45]
- Maggior numero di ricezioni in casa per un rookie: 52 [46]
- Maggior numero di yard medie su ricezione a partita per un rookie: 108,8 [47]
- Unico giocatore ad avere ricevute 75 o più passaggi nelle prime 11 gare della carriera[48]
- Unico rookie con 75 o più ricezioni, 1.100 o più yard ricevute e 10 o più touchdown[49]
- Unico giocatore ad avere ricevuto 1.300 yard giocando 12 o meno gare in una stagione[50]
- Unico rookie con 90 o più yard ricevute in un mese con 5 partite (novembre 2014)
- Unico rookie ad avere giocato più di una partita con 10 o più ricezioni, 125 o più yard ricevute e uno o più touchdown (3)
- Unico rookie ad avere giocato una partita con 12 o più ricezioni, 140 o più yard ricevute e 3 o più touchdown[51]
- Unico rookie ad avere giocato gare consecutive con 11 o più ricezioni, 130 o più yard ricevute e uno o più touchdown[52]
- Unico rookie ad avere giocato due gare consecutive con 10 o più passaggi ricevuti [53]
- Unico rookie ad avere giocato due gare consecutive con 11 o più passaggi ricevuti [54]
- Più giovane giocatore ad avere disputato più di una gara con 10 o più ricezioni in una stagione: 3 (22 anni, 39 giorni)[55]

## Palmarès

### Franchigia
- Super Bowl : 1

Los Angeles Rams: LVI
- National Football Conference Championship: 1

Los Angeles Rams: 2021

### Individuale
- Convocazioni al Pro Bowl: 3

2014, 2015, 2016
- Second-team All-Pro: 2

2015, 2016
- Rookie offensivo dell'anno - 2014
- Giocatore offensivo della NFC della settimana: 1

6ª del 2016
- Rookie offensivo del mese: 2

novembre e dicembre 2014
- Rookie della settimana: 4

12ª, 15ª, 16ª e 17ª del 2014
- PFWA All-Rookie Team - 2014